# Saint-Michel-sous-Bois
Saint-Michel-sous-Bois település Franciaországban, Pas-de-Calais megyében. Lakosainak száma 129 fő (2022. január 1.). Saint-Michel-sous-Bois Quilen, Bimont, Clenleu, Embry, Herly, Humbert és Rimboval községekkel határos.

## Népesség
A település népessége az elmúlt években az alábbi módon változott:
| Lakosok száma | 122  | 118  | 124  | 119  | 120  | 121  | 122  | 126  | 129  |
|               | 2013 | 2015 | 2016 | 2017 | 2018 | 2019 | 2020 | 2021 | 2022 |